# Jeff Moss (Drehbuchautor)
Jeffrey Arnold „Jeff“ Moss (* 19. Juni 1942 in New York City, New York; † 24. September 1998 ebenda) war ein US-amerikanischer Drehbuchautor, Film- und Fernsehkomponist, der durch seine Arbeit an der Sesamstraße und den Muppets bekannt war.

## Leben
Moss wurde als Sohn des Schauspielers Arnold Moss geboren, wuchs in Manhattan auf und besuchte nach der Privatschule Browning School die Princeton University. Nach seinem Abschluss 1963 nahm er eine Anstellung als Produktionsassistent bei der Kindersendung Captain Kangaroo an. Zwischenzeitlich wurde er zur United States Army eingezogen, nach dem Ableisten seines Wehrdienstes kehrte er zu Captain Kangaroo zurück, nun aber als Autor. 1969 gehörte er zum Team von Jim Henson, der gerade die Sesamstraße erschaffen hatte. Moss steuerte die Figuren des Krümelmonsters und Oscars bei. Zudem schrieb er viele Lieder der Sesamstraße, darunter Quietscheentchen von Ernie; der englische Originaltitel Rubber Duckie erreichte 1970 Platz 16 der Billboard Hot 100. Moss verblieb bis zu seinem Tod beim Team der Kindersendung, für die er insgesamt mit vierzehn Emmys ausgezeichnet wurde. Er schrieb in dieser Zeit über ein Dutzend Sesamstraße-Kinderbücher. Zudem komponierte er die Filmmusik zu Die Muppets erobern Manhattan, für die er 1985 für den Oscar nominiert war.
Moss starb im Alter von 56 Jahren an den Folgen einer Darmkrebserkrankung, die er jahrelang vor seinen Kollegen geheim gehalten hatte.

## Auszeichnungen

### Academy Awards
- 1985: Oscar-Nominierung in der Kategorie Beste Filmmusik für Die Muppets erobern Manhattan

### Primetime Emmy Awards
- 1970: Primetime-Emmy in der Kategorie Outstanding Achievement in Children’s Programming – Individuals für Die Sesamstraße
- 1970: Primetime Emmy in der Kategorie Outstanding Achievement in Children’s Programming – Individuals für This Way To Sesame Street

### Daytime Emmy Awards
- 1983: Daytime-Emmy-Nominierung in der Kategorie Outstanding Individual Achievement in Children’s Programming – Writing für Die Sesamstraße
- 1983: Daytime-Emmy-Nominierung in der Kategorie Outstanding Music Composition/Direction in Children’s Programming für Die Sesamstraße
- 1984: Daytime Emmy in der Kategorie Outstanding Writing in a Children’s Series für Die Sesamstraße
- 1985: Daytime-Emmy-Nominierung in der Kategorie Outstanding Writing in a Children’s Series für Die Sesamstraße
- 1986: Daytime Emmy in der Kategorie Outstanding Writing in a Children’s Series für Die Sesamstraße
- 1987: Daytime Emmy in der Kategorie Outstanding Writing in a Children’s Series für Die Sesamstraße
- 1988: Daytime Emmy in der Kategorie Outstanding Writing in a Children’s Series für Die Sesamstraße
- 1989: Daytime Emmy in der Kategorie Outstanding Music Direction and Composition für Die Sesamstraße
- 1989: Daytime Emmy in der Kategorie Outstanding Writing in a Children’s Series für Die Sesamstraße
- 1990: Daytime Emmy in der Kategorie Outstanding Music Direction and Composition für Die Sesamstraße
- 1990: Daytime Emmy in der Kategorie Outstanding Writing in a Children’s Series für Die Sesamstraße
- 1991: Daytime Emmy in der Kategorie Outstanding Writing in a Children’s Series für Die Sesamstraße
- 1992: Daytime Emmy in der Kategorie Outstanding Writing in a Children’s Series für Die Sesamstraße
- 1992: Daytime-Emmy-Nominierung in der Kategorie Outstanding Music Direction and Composition für Die Sesamstraße
- 1993: Daytime-Emmy-Nominierung in der Kategorie Outstanding Writing in a Children’s Series für Die Sesamstraße
- 1994: Daytime-Emmy-Nominierung in der Kategorie Outstanding Music Direction and Composition für Die Sesamstraße
- 1995: Daytime Emmy in der Kategorie Outstanding Writing in a Children’s Series für Die Sesamstraße
- 1995: Daytime-Emmy-Nominierung in der Kategorie Outstanding Music Direction and Composition für Die Sesamstraße
- 1996: Daytime-Emmy-Nominierung in der Kategorie Outstanding Music Direction and Composition für Die Sesamstraße
- 1996: Daytime-Emmy-Nominierung in der Kategorie Outstanding Writing in a Children’s Series für Die Sesamstraße
- 1997: Daytime-Emmy-Nominierung in der Kategorie Outstanding Music Direction and Composition für Die Sesamstraße
- 1997: Daytime-Emmy-Nominierung in der Kategorie Outstanding Writing in a Children’s Series für Die Sesamstraße
- 1998: Daytime Emmy in der Kategorie Outstanding Writing in a Children’s Series für Die Sesamstraße
- 1999: Daytime Emmy in der Kategorie Outstanding Writing in a Children’s Series für Die Sesamstraße
- 1999: Daytime-Emmy-Nominierung in der Kategorie Outstanding Music Direction and Composition für Die Sesamstraße
- 2000: Daytime-Emmy-Nominierung in der Kategorie Outstanding Music Direction and Composition für Die Sesamstraße
- 2000: Daytime-Emmy-Nominierung in der Kategorie Outstanding Writing in a Children’s Series für Die Sesamstraße

### News & Documentary Emmy Awards
- 1974: Emmy in der Kategorie Outstanding Individual Achievement in Children’s Programming für Die Sesamstraße